# Aaron Lawrence (football)
Pour l’article homonyme, voir Aaron Lawrence.
Aaron Lawrence, né le 11 août 1970, est un footballeur jamaïcain retraité depuis 2006. Il a notamment évolué 62 fois en tant que gardien de but des « Reggae Boyz ».

## Carrière internationale
Bien qu'il ait rarement été le numéro 1 de l'équipe nationale jamaïcaine, Aaron Lawrence était titulaire lors de la seule victoire de la Jamaïque lors de la Coupe du monde de 1998. Ainsi la Jamaïque avait dépassé le Japon avec un score de 2-1.

## Palmarès
- Champion de Jamaïque (1994 et 1996) Violet Kickers